# كارين لي براون
كارين لي براون هي كاتبة سيناريو ومنتجة تلفزيونية أمريكية، اشتهرت بأنها مؤلفة مسلسل الرسوم المتحركة التلفزيوني لغز المدينة، بالتعاون مع ايبك انك انيميشن.
طوال حياتها المهنية، عملت بشكل حصري تقريبًا في بي كي ان وفوكس كيدز ، وكانت كاتبة سيناريو رجل الاثارة، و ماري كيت و آشلي في العمل، ودوبر سوموس الخارق، واطفال الحرية، هورس لاند ، فرقة دونو، السيدة الجميلة، بوبلز، سلسلة الرسوم المتحركة من تأليف ميشيل فيلانت والضربة المزدوجة.

## روابط خارجية
- كارين لي براون على موقع IMDb (الإنجليزية)
- كارين لي براون على موقع قاعدة بيانات الفيلم (الإنجليزية)

- كارلين لي براون، من موقع الدولي لبيانات الافلام، IMDb.com
- كارلين لي براون، موقعها الرسمي لبيع الكتب